# Lista di asteroidi (50001-51000)
Di seguito una lista di asteroidi dal numero 50001 al 51000 con data di scoperta e scopritore.

## 50001-50100
| Nome           | Designazione provvisoria | Data di scoperta | Scopritore  |
| -------------- | ------------------------ | ---------------- | ----------- |
| 50001 -        | 2000 AK15                | 3 gennaio 2000   | LINEAR      |
| 50002 -        | 2000 AB16                | 3 gennaio 2000   | LINEAR      |
| 50003 -        | 2000 AM16                | 3 gennaio 2000   | LINEAR      |
| 50004 -        | 2000 AS16                | 3 gennaio 2000   | LINEAR      |
| 50005 -        | 2000 AW18                | 3 gennaio 2000   | LINEAR      |
| 50006 -        | 2000 AY19                | 3 gennaio 2000   | LINEAR      |
| 50007 -        | 2000 AW21                | 3 gennaio 2000   | LINEAR      |
| 50008 -        | 2000 AF25                | 3 gennaio 2000   | LINEAR      |
| 50009 -        | 2000 AQ26                | 3 gennaio 2000   | LINEAR      |
| 50010 -        | 2000 AP27                | 3 gennaio 2000   | LINEAR      |
| 50011 -        | 2000 AE29                | 3 gennaio 2000   | LINEAR      |
| 50012 -        | 2000 AS30                | 3 gennaio 2000   | LINEAR      |
| 50013 -        | 2000 AE31                | 3 gennaio 2000   | LINEAR      |
| 50014 -        | 2000 AO32                | 3 gennaio 2000   | LINEAR      |
| 50015 -        | 2000 AR32                | 3 gennaio 2000   | LINEAR      |
| 50016 -        | 2000 AT32                | 3 gennaio 2000   | LINEAR      |
| 50017 -        | 2000 AA33                | 3 gennaio 2000   | LINEAR      |
| 50018 -        | 2000 AK33                | 3 gennaio 2000   | LINEAR      |
| 50019 -        | 2000 AL33                | 3 gennaio 2000   | LINEAR      |
| 50020 -        | 2000 AL34                | 3 gennaio 2000   | LINEAR      |
| 50021 -        | 2000 AA36                | 3 gennaio 2000   | LINEAR      |
| 50022 -        | 2000 AX36                | 3 gennaio 2000   | LINEAR      |
| 50023 -        | 2000 AY37                | 3 gennaio 2000   | LINEAR      |
| 50024 -        | 2000 AZ40                | 3 gennaio 2000   | LINEAR      |
| 50025 -        | 2000 AR41                | 3 gennaio 2000   | LINEAR      |
| 50026 -        | 2000 AS41                | 3 gennaio 2000   | LINEAR      |
| 50027 -        | 2000 AQ43                | 2 gennaio 2000   | Spacewatch  |
| 50028 -        | 2000 AN44                | 5 gennaio 2000   | Spacewatch  |
| 50029 -        | 2000 AU46                | 4 gennaio 2000   | LINEAR      |
| 50030 -        | 2000 AG47                | 4 gennaio 2000   | LINEAR      |
| 50031 -        | 2000 AH47                | 4 gennaio 2000   | LINEAR      |
| 50032 -        | 2000 AT47                | 4 gennaio 2000   | LINEAR      |
| 50033 Perelman | 2000 AF48                | 3 gennaio 2000   | S. Sposetti |
| 50034 -        | 2000 AJ48                | 6 gennaio 2000   | P. G. Comba |
| 50035 -        | 2000 AL50                | 6 gennaio 2000   | K. Korlević |
| 50036 -        | 2000 AH53                | 4 gennaio 2000   | LINEAR      |
| 50037 -        | 2000 AR54                | 4 gennaio 2000   | LINEAR      |
| 50038 -        | 2000 AT54                | 4 gennaio 2000   | LINEAR      |
| 50039 -        | 2000 AV56                | 4 gennaio 2000   | LINEAR      |
| 50040 -        | 2000 AL57                | 4 gennaio 2000   | LINEAR      |
| 50041 -        | 2000 AL58                | 4 gennaio 2000   | LINEAR      |
| 50042 -        | 2000 AW58                | 4 gennaio 2000   | LINEAR      |
| 50043 -        | 2000 AC59                | 4 gennaio 2000   | LINEAR      |
| 50044 -        | 2000 AW60                | 4 gennaio 2000   | LINEAR      |
| 50045 -        | 2000 AB61                | 4 gennaio 2000   | LINEAR      |
| 50046 -        | 2000 AL61                | 4 gennaio 2000   | LINEAR      |
| 50047 -        | 2000 AA62                | 4 gennaio 2000   | LINEAR      |
| 50048 -        | 2000 AL62                | 4 gennaio 2000   | LINEAR      |
| 50049 -        | 2000 AQ62                | 4 gennaio 2000   | LINEAR      |
| 50050 -        | 2000 AB63                | 4 gennaio 2000   | LINEAR      |
| 50051 -        | 2000 AH63                | 4 gennaio 2000   | LINEAR      |
| 50052 -        | 2000 AV63                | 4 gennaio 2000   | LINEAR      |
| 50053 -        | 2000 AR64                | 4 gennaio 2000   | LINEAR      |
| 50054 -        | 2000 AD65                | 4 gennaio 2000   | LINEAR      |
| 50055 -        | 2000 AE65                | 4 gennaio 2000   | LINEAR      |
| 50056 -        | 2000 AN66                | 4 gennaio 2000   | LINEAR      |
| 50057 -        | 2000 AO66                | 4 gennaio 2000   | LINEAR      |
| 50058 -        | 2000 AQ67                | 4 gennaio 2000   | LINEAR      |
| 50059 -        | 2000 AY67                | 4 gennaio 2000   | LINEAR      |
| 50060 -        | 2000 AA68                | 4 gennaio 2000   | LINEAR      |
| 50061 -        | 2000 AF69                | 5 gennaio 2000   | LINEAR      |
| 50062 -        | 2000 AD71                | 5 gennaio 2000   | LINEAR      |
| 50063 -        | 2000 AY71                | 5 gennaio 2000   | LINEAR      |
| 50064 -        | 2000 AQ72                | 5 gennaio 2000   | LINEAR      |
| 50065 -        | 2000 AF74                | 5 gennaio 2000   | LINEAR      |
| 50066 -        | 2000 AH75                | 5 gennaio 2000   | LINEAR      |
| 50067 -        | 2000 AS75                | 5 gennaio 2000   | LINEAR      |
| 50068 -        | 2000 AR77                | 5 gennaio 2000   | LINEAR      |
| 50069 -        | 2000 AM78                | 5 gennaio 2000   | LINEAR      |
| 50070 -        | 2000 AG80                | 5 gennaio 2000   | LINEAR      |
| 50071 -        | 2000 AL81                | 5 gennaio 2000   | LINEAR      |
| 50072 -        | 2000 AU81                | 5 gennaio 2000   | LINEAR      |
| 50073 -        | 2000 AA82                | 5 gennaio 2000   | LINEAR      |
| 50074 -        | 2000 AN83                | 5 gennaio 2000   | LINEAR      |
| 50075 -        | 2000 AT84                | 5 gennaio 2000   | LINEAR      |
| 50076 -        | 2000 AP85                | 5 gennaio 2000   | LINEAR      |
| 50077 -        | 2000 AJ86                | 5 gennaio 2000   | LINEAR      |
| 50078 -        | 2000 AW86                | 5 gennaio 2000   | LINEAR      |
| 50079 -        | 2000 AB88                | 5 gennaio 2000   | LINEAR      |
| 50080 -        | 2000 AK88                | 5 gennaio 2000   | LINEAR      |
| 50081 -        | 2000 AL88                | 5 gennaio 2000   | LINEAR      |
| 50082 -        | 2000 AW88                | 5 gennaio 2000   | LINEAR      |
| 50083 -        | 2000 AG89                | 5 gennaio 2000   | LINEAR      |
| 50084 -        | 2000 AZ89                | 5 gennaio 2000   | LINEAR      |
| 50085 -        | 2000 AS90                | 5 gennaio 2000   | LINEAR      |
| 50086 -        | 2000 AT90                | 5 gennaio 2000   | LINEAR      |
| 50087 -        | 2000 AH91                | 5 gennaio 2000   | LINEAR      |
| 50088 -        | 2000 AO94                | 4 gennaio 2000   | LINEAR      |
| 50089 -        | 2000 AA95                | 4 gennaio 2000   | LINEAR      |
| 50090 -        | 2000 AN96                | 4 gennaio 2000   | LINEAR      |
| 50091 -        | 2000 AP96                | 4 gennaio 2000   | LINEAR      |
| 50092 -        | 2000 AR96                | 4 gennaio 2000   | LINEAR      |
| 50093 -        | 2000 AT96                | 4 gennaio 2000   | LINEAR      |
| 50094 -        | 2000 AB97                | 4 gennaio 2000   | LINEAR      |
| 50095 -        | 2000 AE97                | 4 gennaio 2000   | LINEAR      |
| 50096 -        | 2000 AM97                | 4 gennaio 2000   | LINEAR      |
| 50097 -        | 2000 AF98                | 4 gennaio 2000   | LINEAR      |
| 50098 -        | 2000 AG98                | 4 gennaio 2000   | LINEAR      |
| 50099 -        | 2000 AM98                | 4 gennaio 2000   | LINEAR      |
| 50100 -        | 2000 AH102               | 5 gennaio 2000   | LINEAR      |

## 50101-50200
| Nome    | Designazione provvisoria | Data di scoperta | Scopritore |
| ------- | ------------------------ | ---------------- | ---------- |
| 50101 - | 2000 AO105               | 5 gennaio 2000   | LINEAR     |
| 50102 - | 2000 AA106               | 5 gennaio 2000   | LINEAR     |
| 50103 - | 2000 AR111               | 5 gennaio 2000   | LINEAR     |
| 50104 - | 2000 AU111               | 5 gennaio 2000   | LINEAR     |
| 50105 - | 2000 AX111               | 5 gennaio 2000   | LINEAR     |
| 50106 - | 2000 AC113               | 5 gennaio 2000   | LINEAR     |
| 50107 - | 2000 AP113               | 5 gennaio 2000   | LINEAR     |
| 50108 - | 2000 AU113               | 5 gennaio 2000   | LINEAR     |
| 50109 - | 2000 AY113               | 5 gennaio 2000   | LINEAR     |
| 50110 - | 2000 AP115               | 5 gennaio 2000   | LINEAR     |
| 50111 - | 2000 AA116               | 5 gennaio 2000   | LINEAR     |
| 50112 - | 2000 AJ116               | 5 gennaio 2000   | LINEAR     |
| 50113 - | 2000 AL116               | 5 gennaio 2000   | LINEAR     |
| 50114 - | 2000 AC117               | 5 gennaio 2000   | LINEAR     |
| 50115 - | 2000 AU117               | 5 gennaio 2000   | LINEAR     |
| 50116 - | 2000 AA119               | 5 gennaio 2000   | LINEAR     |
| 50117 - | 2000 AD119               | 5 gennaio 2000   | LINEAR     |
| 50118 - | 2000 AJ119               | 5 gennaio 2000   | LINEAR     |
| 50119 - | 2000 AS119               | 5 gennaio 2000   | LINEAR     |
| 50120 - | 2000 AC120               | 5 gennaio 2000   | LINEAR     |
| 50121 - | 2000 AS122               | 5 gennaio 2000   | LINEAR     |
| 50122 - | 2000 AO123               | 5 gennaio 2000   | LINEAR     |
| 50123 - | 2000 AR123               | 5 gennaio 2000   | LINEAR     |
| 50124 - | 2000 AT123               | 5 gennaio 2000   | LINEAR     |
| 50125 - | 2000 AB124               | 5 gennaio 2000   | LINEAR     |
| 50126 - | 2000 AT124               | 5 gennaio 2000   | LINEAR     |
| 50127 - | 2000 AZ124               | 5 gennaio 2000   | LINEAR     |
| 50128 - | 2000 AG125               | 5 gennaio 2000   | LINEAR     |
| 50129 - | 2000 AN125               | 5 gennaio 2000   | LINEAR     |
| 50130 - | 2000 AP125               | 5 gennaio 2000   | LINEAR     |
| 50131 - | 2000 AS125               | 5 gennaio 2000   | LINEAR     |
| 50132 - | 2000 AU125               | 5 gennaio 2000   | LINEAR     |
| 50133 - | 2000 AD126               | 5 gennaio 2000   | LINEAR     |
| 50134 - | 2000 AM126               | 5 gennaio 2000   | LINEAR     |
| 50135 - | 2000 AU127               | 5 gennaio 2000   | LINEAR     |
| 50136 - | 2000 AK128               | 5 gennaio 2000   | LINEAR     |
| 50137 - | 2000 AT128               | 5 gennaio 2000   | LINEAR     |
| 50138 - | 2000 AY128               | 5 gennaio 2000   | LINEAR     |
| 50139 - | 2000 AH129               | 5 gennaio 2000   | LINEAR     |
| 50140 - | 2000 AQ129               | 5 gennaio 2000   | LINEAR     |
| 50141 - | 2000 AW129               | 5 gennaio 2000   | LINEAR     |
| 50142 - | 2000 AY129               | 5 gennaio 2000   | LINEAR     |
| 50143 - | 2000 AB132               | 3 gennaio 2000   | LINEAR     |
| 50144 - | 2000 AN132               | 3 gennaio 2000   | LINEAR     |
| 50145 - | 2000 AV133               | 4 gennaio 2000   | LINEAR     |
| 50146 - | 2000 AU134               | 4 gennaio 2000   | LINEAR     |
| 50147 - | 2000 AQ136               | 4 gennaio 2000   | LINEAR     |
| 50148 - | 2000 AR136               | 4 gennaio 2000   | LINEAR     |
| 50149 - | 2000 AU136               | 4 gennaio 2000   | LINEAR     |
| 50150 - | 2000 AY136               | 4 gennaio 2000   | LINEAR     |
| 50151 - | 2000 AU140               | 5 gennaio 2000   | LINEAR     |
| 50152 - | 2000 AD141               | 5 gennaio 2000   | LINEAR     |
| 50153 - | 2000 AF141               | 5 gennaio 2000   | LINEAR     |
| 50154 - | 2000 AK141               | 5 gennaio 2000   | LINEAR     |
| 50155 - | 2000 AB142               | 5 gennaio 2000   | LINEAR     |
| 50156 - | 2000 AN142               | 5 gennaio 2000   | LINEAR     |
| 50157 - | 2000 AD143               | 5 gennaio 2000   | LINEAR     |
| 50158 - | 2000 AR143               | 5 gennaio 2000   | LINEAR     |
| 50159 - | 2000 AE144               | 5 gennaio 2000   | LINEAR     |
| 50160 - | 2000 AF144               | 5 gennaio 2000   | LINEAR     |
| 50161 - | 2000 AM144               | 5 gennaio 2000   | LINEAR     |
| 50162 - | 2000 AH146               | 7 gennaio 2000   | LINEAR     |
| 50163 - | 2000 AV146               | 7 gennaio 2000   | LINEAR     |
| 50164 - | 2000 AW146               | 7 gennaio 2000   | LINEAR     |
| 50165 - | 2000 AT147               | 5 gennaio 2000   | LINEAR     |
| 50166 - | 2000 AW150               | 8 gennaio 2000   | LINEAR     |
| 50167 - | 2000 AU154               | 3 gennaio 2000   | LINEAR     |
| 50168 - | 2000 AH155               | 3 gennaio 2000   | LINEAR     |
| 50169 - | 2000 AK157               | 3 gennaio 2000   | LINEAR     |
| 50170 - | 2000 AT158               | 3 gennaio 2000   | LINEAR     |
| 50171 - | 2000 AA159               | 3 gennaio 2000   | LINEAR     |
| 50172 - | 2000 AC159               | 3 gennaio 2000   | LINEAR     |
| 50173 - | 2000 AK159               | 3 gennaio 2000   | LINEAR     |
| 50174 - | 2000 AQ159               | 3 gennaio 2000   | LINEAR     |
| 50175 - | 2000 AQ161               | 3 gennaio 2000   | LINEAR     |
| 50176 - | 2000 AH163               | 5 gennaio 2000   | LINEAR     |
| 50177 - | 2000 AT163               | 5 gennaio 2000   | LINEAR     |
| 50178 - | 2000 AV163               | 5 gennaio 2000   | LINEAR     |
| 50179 - | 2000 AW163               | 5 gennaio 2000   | LINEAR     |
| 50180 - | 2000 AD164               | 5 gennaio 2000   | LINEAR     |
| 50181 - | 2000 AH167               | 8 gennaio 2000   | LINEAR     |
| 50182 - | 2000 AB168               | 8 gennaio 2000   | LINEAR     |
| 50183 - | 2000 AC168               | 8 gennaio 2000   | LINEAR     |
| 50184 - | 2000 AN168               | 13 gennaio 2000  | Kleť       |
| 50185 - | 2000 AD170               | 7 gennaio 2000   | LINEAR     |
| 50186 - | 2000 AZ174               | 7 gennaio 2000   | LINEAR     |
| 50187 - | 2000 AG176               | 7 gennaio 2000   | LINEAR     |
| 50188 - | 2000 AU184               | 7 gennaio 2000   | LINEAR     |
| 50189 - | 2000 AB190               | 8 gennaio 2000   | LINEAR     |
| 50190 - | 2000 AK193               | 8 gennaio 2000   | LINEAR     |
| 50191 - | 2000 AQ193               | 8 gennaio 2000   | LINEAR     |
| 50192 - | 2000 AT193               | 8 gennaio 2000   | LINEAR     |
| 50193 - | 2000 AM194               | 8 gennaio 2000   | LINEAR     |
| 50194 - | 2000 AX194               | 8 gennaio 2000   | LINEAR     |
| 50195 - | 2000 AL197               | 8 gennaio 2000   | LINEAR     |
| 50196 - | 2000 AM198               | 8 gennaio 2000   | LINEAR     |
| 50197 - | 2000 AS198               | 8 gennaio 2000   | LINEAR     |
| 50198 - | 2000 AT198               | 8 gennaio 2000   | LINEAR     |
| 50199 - | 2000 AS201               | 9 gennaio 2000   | LINEAR     |
| 50200 - | 2000 AB203               | 10 gennaio 2000  | LINEAR     |

## 50201-50300
| Nome                   | Designazione provvisoria | Data di scoperta | Scopritore                       |
| ---------------------- | ------------------------ | ---------------- | -------------------------------- |
| 50201 -                | 2000 AC203               | 10 gennaio 2000  | LINEAR                           |
| 50202 -                | 2000 AF203               | 10 gennaio 2000  | LINEAR                           |
| 50203 -                | 2000 AH203               | 10 gennaio 2000  | LINEAR                           |
| 50204 -                | 2000 AR203               | 10 gennaio 2000  | LINEAR                           |
| 50205 -                | 2000 AP204               | 8 gennaio 2000   | LINEAR                           |
| 50206 -                | 2000 AW209               | 5 gennaio 2000   | Spacewatch                       |
| 50207 -                | 2000 AV211               | 5 gennaio 2000   | Spacewatch                       |
| 50208 -                | 2000 AD222               | 8 gennaio 2000   | Spacewatch                       |
| 50209 -                | 2000 AR224               | 11 gennaio 2000  | Spacewatch                       |
| 50210 -                | 2000 AL228               | 13 gennaio 2000  | Spacewatch                       |
| 50211 -                | 2000 AA232               | 4 gennaio 2000   | LINEAR                           |
| 50212 -                | 2000 AJ233               | 4 gennaio 2000   | LINEAR                           |
| 50213 -                | 2000 AJ234               | 5 gennaio 2000   | LINEAR                           |
| 50214 -                | 2000 AV234               | 5 gennaio 2000   | LINEAR                           |
| 50215 -                | 2000 AY235               | 5 gennaio 2000   | LONEOS                           |
| 50216 -                | 2000 AT236               | 5 gennaio 2000   | LINEAR                           |
| 50217 -                | 2000 AU236               | 5 gennaio 2000   | LINEAR                           |
| 50218 -                | 2000 AA237               | 5 gennaio 2000   | LINEAR                           |
| 50219 -                | 2000 AL237               | 5 gennaio 2000   | LINEAR                           |
| 50220 -                | 2000 AS237               | 5 gennaio 2000   | LINEAR                           |
| 50221 -                | 2000 AQ238               | 6 gennaio 2000   | LINEAR                           |
| 50222 -                | 2000 AV238               | 6 gennaio 2000   | LINEAR                           |
| 50223 -                | 2000 AC239               | 6 gennaio 2000   | LINEAR                           |
| 50224 -                | 2000 AS239               | 6 gennaio 2000   | LINEAR                           |
| 50225 -                | 2000 AB240               | 6 gennaio 2000   | LONEOS                           |
| 50226 -                | 2000 AH241               | 7 gennaio 2000   | LINEAR                           |
| 50227 -                | 2000 AX241               | 7 gennaio 2000   | LONEOS                           |
| 50228 -                | 2000 AD242               | 7 gennaio 2000   | LONEOS                           |
| 50229 -                | 2000 AQ242               | 7 gennaio 2000   | LINEAR                           |
| 50230 -                | 2000 AT244               | 8 gennaio 2000   | LINEAR                           |
| 50231 -                | 2000 AQ245               | 10 gennaio 2000  | LINEAR                           |
| 50232 -                | 2000 AR245               | 10 gennaio 2000  | LINEAR                           |
| 50233 -                | 2000 AK246               | 13 gennaio 2000  | BAO Schmidt CCD Asteroid Program |
| 50234 -                | 2000 BP                  | 27 gennaio 2000  | P. G. Comba                      |
| 50235 -                | 2000 BC2                 | 27 gennaio 2000  | Spacewatch                       |
| 50236 -                | 2000 BB3                 | 26 gennaio 2000  | K. Korlević                      |
| 50237 -                | 2000 BJ3                 | 27 gennaio 2000  | T. Kobayashi                     |
| 50238 -                | 2000 BR3                 | 27 gennaio 2000  | T. Kobayashi                     |
| 50239 -                | 2000 BW3                 | 27 gennaio 2000  | T. Kobayashi                     |
| 50240 Cortina          | 2000 BY3                 | 28 gennaio 2000  | A. Dimai                         |
| 50241 -                | 2000 BB8                 | 29 gennaio 2000  | LINEAR                           |
| 50242 -                | 2000 BU11                | 26 gennaio 2000  | Spacewatch                       |
| 50243 -                | 2000 BT13                | 29 gennaio 2000  | Spacewatch                       |
| 50244 -                | 2000 BG14                | 28 gennaio 2000  | Spacewatch                       |
| 50245 -                | 2000 BL14                | 28 gennaio 2000  | T. Kobayashi                     |
| 50246 -                | 2000 BT14                | 28 gennaio 2000  | T. Kobayashi                     |
| 50247 -                | 2000 BX14                | 31 gennaio 2000  | T. Kobayashi                     |
| 50248 -                | 2000 BB16                | 29 gennaio 2000  | LINEAR                           |
| 50249 -                | 2000 BL16                | 30 gennaio 2000  | LINEAR                           |
| 50250 Daveharrington   | 2000 BW22                | 30 gennaio 2000  | CSS                              |
| 50251 Iorg             | 2000 BY22                | 30 gennaio 2000  | CSS                              |
| 50252 Dianahannikainen | 2000 BE23                | 30 gennaio 2000  | CSS                              |
| 50253 -                | 2000 BP24                | 29 gennaio 2000  | LINEAR                           |
| 50254 -                | 2000 BC25                | 30 gennaio 2000  | LINEAR                           |
| 50255 -                | 2000 BY25                | 30 gennaio 2000  | LINEAR                           |
| 50256 -                | 2000 BJ26                | 30 gennaio 2000  | LINEAR                           |
| 50257 -                | 2000 BQ26                | 30 gennaio 2000  | LINEAR                           |
| 50258 -                | 2000 BV26                | 30 gennaio 2000  | LINEAR                           |
| 50259 -                | 2000 BE27                | 30 gennaio 2000  | LINEAR                           |
| 50260 -                | 2000 BK27                | 30 gennaio 2000  | LINEAR                           |
| 50261 -                | 2000 BM27                | 30 gennaio 2000  | LINEAR                           |
| 50262 -                | 2000 BN27                | 30 gennaio 2000  | LINEAR                           |
| 50263 -                | 2000 BU27                | 30 gennaio 2000  | LINEAR                           |
| 50264 -                | 2000 BX27                | 30 gennaio 2000  | LINEAR                           |
| 50265 -                | 2000 BN28                | 31 gennaio 2000  | LINEAR                           |
| 50266 -                | 2000 BU28                | 30 gennaio 2000  | LINEAR                           |
| 50267 -                | 2000 BS29                | 29 gennaio 2000  | LINEAR                           |
| 50268 -                | 2000 BD31                | 30 gennaio 2000  | LINEAR                           |
| 50269 -                | 2000 BZ34                | 30 gennaio 2000  | LINEAR                           |
| 50270 -                | 2000 CJ                  | 2 febbraio 2000  | P. G. Comba                      |
| 50271 -                | 2000 CW                  | 1 febbraio 2000  | CSS                              |
| 50272 -                | 2000 CZ                  | 3 febbraio 2000  | K. Korlević                      |
| 50273 -                | 2000 CA1                 | 3 febbraio 2000  | K. Korlević                      |
| 50274 -                | 2000 CN1                 | 4 febbraio 2000  | K. Korlević                      |
| 50275 Marcocasalini    | 2000 CU1                 | 4 febbraio 2000  | M. Tombelli, A. Boattini         |
| 50276 -                | 2000 CS2                 | 4 febbraio 2000  | T. Kobayashi                     |
| 50277 -                | 2000 CX6                 | 2 febbraio 2000  | LINEAR                           |
| 50278 -                | 2000 CZ12                | 2 febbraio 2000  | LINEAR                           |
| 50279 -                | 2000 CX14                | 2 febbraio 2000  | LINEAR                           |
| 50280 -                | 2000 CN17                | 2 febbraio 2000  | LINEAR                           |
| 50281 -                | 2000 CV18                | 2 febbraio 2000  | LINEAR                           |
| 50282 -                | 2000 CM19                | 2 febbraio 2000  | LINEAR                           |
| 50283 -                | 2000 CO20                | 2 febbraio 2000  | LINEAR                           |
| 50284 -                | 2000 CP23                | 2 febbraio 2000  | LINEAR                           |
| 50285 -                | 2000 CB25                | 2 febbraio 2000  | LINEAR                           |
| 50286 -                | 2000 CA26                | 2 febbraio 2000  | LINEAR                           |
| 50287 -                | 2000 CT26                | 2 febbraio 2000  | LINEAR                           |
| 50288 -                | 2000 CV26                | 2 febbraio 2000  | LINEAR                           |
| 50289 -                | 2000 CJ27                | 2 febbraio 2000  | LINEAR                           |
| 50290 -                | 2000 CT27                | 2 febbraio 2000  | LINEAR                           |
| 50291 -                | 2000 CX28                | 2 febbraio 2000  | LINEAR                           |
| 50292 -                | 2000 CW29                | 2 febbraio 2000  | LINEAR                           |
| 50293 -                | 2000 CH30                | 2 febbraio 2000  | LINEAR                           |
| 50294 -                | 2000 CN31                | 2 febbraio 2000  | LINEAR                           |
| 50295 -                | 2000 CR31                | 2 febbraio 2000  | LINEAR                           |
| 50296 -                | 2000 CY32                | 2 febbraio 2000  | LINEAR                           |
| 50297 -                | 2000 CS33                | 4 febbraio 2000  | K. Korlević                      |
| 50298 -                | 2000 CA34                | 4 febbraio 2000  | K. Korlević                      |
| 50299 -                | 2000 CD34                | 4 febbraio 2000  | K. Korlević                      |
| 50300 -                | 2000 CF34                | 5 febbraio 2000  | K. Korlević                      |

## 50301-50400
| Nome    | Designazione provvisoria | Data di scoperta | Scopritore     |
| ------- | ------------------------ | ---------------- | -------------- |
| 50301 - | 2000 CL36                | 2 febbraio 2000  | LINEAR         |
| 50302 - | 2000 CP36                | 2 febbraio 2000  | LINEAR         |
| 50303 - | 2000 CX36                | 2 febbraio 2000  | LINEAR         |
| 50304 - | 2000 CZ36                | 2 febbraio 2000  | LINEAR         |
| 50305 - | 2000 CA37                | 2 febbraio 2000  | LINEAR         |
| 50306 - | 2000 CA39                | 3 febbraio 2000  | LINEAR         |
| 50307 - | 2000 CG39                | 4 febbraio 2000  | LINEAR         |
| 50308 - | 2000 CK39                | 4 febbraio 2000  | LINEAR         |
| 50309 - | 2000 CO40                | 4 febbraio 2000  | T. Kagawa      |
| 50310 - | 2000 CT40                | 1 febbraio 2000  | CSS            |
| 50311 - | 2000 CC44                | 2 febbraio 2000  | LINEAR         |
| 50312 - | 2000 CN45                | 2 febbraio 2000  | LINEAR         |
| 50313 - | 2000 CX45                | 2 febbraio 2000  | LINEAR         |
| 50314 - | 2000 CY46                | 2 febbraio 2000  | LINEAR         |
| 50315 - | 2000 CV47                | 2 febbraio 2000  | LINEAR         |
| 50316 - | 2000 CY47                | 2 febbraio 2000  | LINEAR         |
| 50317 - | 2000 CZ47                | 2 febbraio 2000  | LINEAR         |
| 50318 - | 2000 CS48                | 2 febbraio 2000  | LINEAR         |
| 50319 - | 2000 CC50                | 2 febbraio 2000  | LINEAR         |
| 50320 - | 2000 CT50                | 2 febbraio 2000  | LINEAR         |
| 50321 - | 2000 CH51                | 2 febbraio 2000  | LINEAR         |
| 50322 - | 2000 CK51                | 2 febbraio 2000  | LINEAR         |
| 50323 - | 2000 CM52                | 2 febbraio 2000  | LINEAR         |
| 50324 - | 2000 CS53                | 2 febbraio 2000  | LINEAR         |
| 50325 - | 2000 CT53                | 2 febbraio 2000  | LINEAR         |
| 50326 - | 2000 CH54                | 2 febbraio 2000  | LINEAR         |
| 50327 - | 2000 CS55                | 4 febbraio 2000  | LINEAR         |
| 50328 - | 2000 CW55                | 4 febbraio 2000  | LINEAR         |
| 50329 - | 2000 CK56                | 4 febbraio 2000  | LINEAR         |
| 50330 - | 2000 CN56                | 10 febbraio 2000 | LINEAR         |
| 50331 - | 2000 CO56                | 4 febbraio 2000  | LINEAR         |
| 50332 - | 2000 CP57                | 5 febbraio 2000  | LINEAR         |
| 50333 - | 2000 CZ57                | 5 febbraio 2000  | LINEAR         |
| 50334 - | 2000 CC58                | 5 febbraio 2000  | LINEAR         |
| 50335 - | 2000 CM58                | 5 febbraio 2000  | LINEAR         |
| 50336 - | 2000 CR60                | 2 febbraio 2000  | LINEAR         |
| 50337 - | 2000 CD61                | 2 febbraio 2000  | LINEAR         |
| 50338 - | 2000 CU61                | 2 febbraio 2000  | LINEAR         |
| 50339 - | 2000 CF62                | 2 febbraio 2000  | LINEAR         |
| 50340 - | 2000 CH62                | 2 febbraio 2000  | LINEAR         |
| 50341 - | 2000 CR63                | 2 febbraio 2000  | LINEAR         |
| 50342 - | 2000 CT63                | 2 febbraio 2000  | LINEAR         |
| 50343 - | 2000 CX64                | 3 febbraio 2000  | LINEAR         |
| 50344 - | 2000 CA65                | 3 febbraio 2000  | LINEAR         |
| 50345 - | 2000 CK65                | 4 febbraio 2000  | LINEAR         |
| 50346 - | 2000 CP65                | 4 febbraio 2000  | LINEAR         |
| 50347 - | 2000 CA66                | 6 febbraio 2000  | LINEAR         |
| 50348 - | 2000 CF69                | 1 febbraio 2000  | Spacewatch     |
| 50349 - | 2000 CC70                | 2 febbraio 2000  | LINEAR         |
| 50350 - | 2000 CD70                | 6 febbraio 2000  | LINEAR         |
| 50351 - | 2000 CE70                | 6 febbraio 2000  | LINEAR         |
| 50352 - | 2000 CK70                | 7 febbraio 2000  | LINEAR         |
| 50353 - | 2000 CW70                | 7 febbraio 2000  | LINEAR         |
| 50354 - | 2000 CX70                | 7 febbraio 2000  | LINEAR         |
| 50355 - | 2000 CB71                | 7 febbraio 2000  | LINEAR         |
| 50356 - | 2000 CH71                | 7 febbraio 2000  | LINEAR         |
| 50357 - | 2000 CJ71                | 7 febbraio 2000  | LINEAR         |
| 50358 - | 2000 CP71                | 7 febbraio 2000  | LINEAR         |
| 50359 - | 2000 CO72                | 2 febbraio 2000  | LINEAR         |
| 50360 - | 2000 CS75                | 7 febbraio 2000  | LINEAR         |
| 50361 - | 2000 CE76                | 5 febbraio 2000  | K. Korlević    |
| 50362 - | 2000 CB77                | 10 febbraio 2000 | K. Korlević    |
| 50363 - | 2000 CD77                | 10 febbraio 2000 | K. Korlević    |
| 50364 - | 2000 CG77                | 10 febbraio 2000 | K. Korlević    |
| 50365 - | 2000 CP77                | 7 febbraio 2000  | R. H. McNaught |
| 50366 - | 2000 CW77                | 7 febbraio 2000  | Spacewatch     |
| 50367 - | 2000 CB80                | 8 febbraio 2000  | Spacewatch     |
| 50368 - | 2000 CY81                | 4 febbraio 2000  | LINEAR         |
| 50369 - | 2000 CK83                | 4 febbraio 2000  | LINEAR         |
| 50370 - | 2000 CL84                | 4 febbraio 2000  | LINEAR         |
| 50371 - | 2000 CT84                | 4 febbraio 2000  | LINEAR         |
| 50372 - | 2000 CF85                | 4 febbraio 2000  | LINEAR         |
| 50373 - | 2000 CR85                | 4 febbraio 2000  | LINEAR         |
| 50374 - | 2000 CG86                | 4 febbraio 2000  | LINEAR         |
| 50375 - | 2000 CJ86                | 4 febbraio 2000  | LINEAR         |
| 50376 - | 2000 CQ86                | 4 febbraio 2000  | LINEAR         |
| 50377 - | 2000 CG88                | 4 febbraio 2000  | LINEAR         |
| 50378 - | 2000 CV88                | 4 febbraio 2000  | LINEAR         |
| 50379 - | 2000 CB89                | 4 febbraio 2000  | LINEAR         |
| 50380 - | 2000 CE89                | 4 febbraio 2000  | LINEAR         |
| 50381 - | 2000 CG89                | 4 febbraio 2000  | LINEAR         |
| 50382 - | 2000 CH89                | 4 febbraio 2000  | LINEAR         |
| 50383 - | 2000 CN89                | 4 febbraio 2000  | LINEAR         |
| 50384 - | 2000 CQ89                | 4 febbraio 2000  | LINEAR         |
| 50385 - | 2000 CZ89                | 5 febbraio 2000  | LINEAR         |
| 50386 - | 2000 CG91                | 6 febbraio 2000  | LINEAR         |
| 50387 - | 2000 CM91                | 6 febbraio 2000  | LINEAR         |
| 50388 - | 2000 CM92                | 6 febbraio 2000  | LINEAR         |
| 50389 - | 2000 CO92                | 6 febbraio 2000  | LINEAR         |
| 50390 - | 2000 CE93                | 6 febbraio 2000  | LINEAR         |
| 50391 - | 2000 CK93                | 6 febbraio 2000  | LINEAR         |
| 50392 - | 2000 CD94                | 8 febbraio 2000  | LINEAR         |
| 50393 - | 2000 CN94                | 8 febbraio 2000  | LINEAR         |
| 50394 - | 2000 CQ94                | 8 febbraio 2000  | LINEAR         |
| 50395 - | 2000 CR94                | 8 febbraio 2000  | LINEAR         |
| 50396 - | 2000 CT94                | 8 febbraio 2000  | LINEAR         |
| 50397 - | 2000 CX94                | 8 febbraio 2000  | LINEAR         |
| 50398 - | 2000 CR96                | 6 febbraio 2000  | LINEAR         |
| 50399 - | 2000 CQ102               | 2 febbraio 2000  | LINEAR         |
| 50400 - | 2000 CU102               | 2 febbraio 2000  | LINEAR         |

## 50401-50500
| Nome                   | Designazione provvisoria | Data di scoperta | Scopritore            |
| ---------------------- | ------------------------ | ---------------- | --------------------- |
| 50401 -                | 2000 CJ109               | 5 febbraio 2000  | CSS                   |
| 50402 -                | 2000 CN111               | 6 febbraio 2000  | CSS                   |
| 50403 -                | 2000 CB114               | 15 febbraio 2000 | LINEAR                |
| 50404 -                | 2000 CV115               | 2 febbraio 2000  | CSS                   |
| 50405 -                | 2000 CB116               | 2 febbraio 2000  | CSS                   |
| 50406 -                | 2000 CK116               | 3 febbraio 2000  | LINEAR                |
| 50407 -                | 2000 CY117               | 3 febbraio 2000  | LINEAR                |
| 50408 -                | 2000 CZ124               | 3 febbraio 2000  | LINEAR                |
| 50409 -                | 2000 CO125               | 3 febbraio 2000  | LINEAR                |
| 50410 -                | 2000 CK126               | 4 febbraio 2000  | LINEAR                |
| 50411 -                | 2000 DS                  | 24 febbraio 2000 | T. Kobayashi          |
| 50412 Ewen             | 2000 DG1                 | 26 febbraio 2000 | W. K. Y. Yeung        |
| 50413 Petrginz         | 2000 DQ1                 | 27 febbraio 2000 | J. Tichá, M. Tichý    |
| 50414 -                | 2000 DB2                 | 26 febbraio 2000 | Spacewatch            |
| 50415 -                | 2000 DL2                 | 24 febbraio 2000 | K. Korlević, M. Jurić |
| 50416 -                | 2000 DZ2                 | 24 febbraio 2000 | T. Kobayashi          |
| 50417 -                | 2000 DY6                 | 29 febbraio 2000 | J. M. Roe             |
| 50418 -                | 2000 DC7                 | 29 febbraio 2000 | T. Kobayashi          |
| 50419 -                | 2000 DL7                 | 29 febbraio 2000 | T. Kobayashi          |
| 50420 -                | 2000 DN7                 | 29 febbraio 2000 | T. Kobayashi          |
| 50421 -                | 2000 DD9                 | 26 febbraio 2000 | Spacewatch            |
| 50422 -                | 2000 DB10                | 26 febbraio 2000 | Spacewatch            |
| 50423 -                | 2000 DE13                | 27 febbraio 2000 | Spacewatch            |
| 50424 -                | 2000 DQ13                | 28 febbraio 2000 | Spacewatch            |
| 50425 -                | 2000 DV13                | 28 febbraio 2000 | Spacewatch            |
| 50426 -                | 2000 DJ15                | 26 febbraio 2000 | CSS                   |
| 50427 -                | 2000 DT15                | 26 febbraio 2000 | CSS                   |
| 50428 Alexanderdessler | 2000 DZ15                | 27 febbraio 2000 | CSS                   |
| 50429 -                | 2000 DB16                | 28 febbraio 2000 | K. Korlević           |
| 50430 -                | 2000 DG16                | 29 febbraio 2000 | K. Korlević           |
| 50431 -                | 2000 DU19                | 29 febbraio 2000 | LINEAR                |
| 50432 -                | 2000 DB20                | 29 febbraio 2000 | LINEAR                |
| 50433 -                | 2000 DC22                | 29 febbraio 2000 | LINEAR                |
| 50434 -                | 2000 DG23                | 29 febbraio 2000 | LINEAR                |
| 50435 -                | 2000 DH23                | 29 febbraio 2000 | LINEAR                |
| 50436 -                | 2000 DK23                | 29 febbraio 2000 | LINEAR                |
| 50437 -                | 2000 DX23                | 29 febbraio 2000 | LINEAR                |
| 50438 -                | 2000 DZ24                | 29 febbraio 2000 | LINEAR                |
| 50439 -                | 2000 DW26                | 29 febbraio 2000 | LINEAR                |
| 50440 -                | 2000 DD29                | 29 febbraio 2000 | LINEAR                |
| 50441 -                | 2000 DD30                | 29 febbraio 2000 | LINEAR                |
| 50442 -                | 2000 DL32                | 29 febbraio 2000 | LINEAR                |
| 50443 -                | 2000 DO32                | 29 febbraio 2000 | LINEAR                |
| 50444 -                | 2000 DG34                | 29 febbraio 2000 | LINEAR                |
| 50445 -                | 2000 DH35                | 29 febbraio 2000 | LINEAR                |
| 50446 -                | 2000 DD36                | 29 febbraio 2000 | LINEAR                |
| 50447 -                | 2000 DQ37                | 29 febbraio 2000 | LINEAR                |
| 50448 -                | 2000 DZ37                | 29 febbraio 2000 | LINEAR                |
| 50449 -                | 2000 DG38                | 29 febbraio 2000 | LINEAR                |
| 50450 -                | 2000 DS38                | 29 febbraio 2000 | LINEAR                |
| 50451 -                | 2000 DF41                | 29 febbraio 2000 | LINEAR                |
| 50452 -                | 2000 DT41                | 29 febbraio 2000 | LINEAR                |
| 50453 -                | 2000 DJ46                | 29 febbraio 2000 | LINEAR                |
| 50454 -                | 2000 DT48                | 29 febbraio 2000 | LINEAR                |
| 50455 -                | 2000 DX52                | 29 febbraio 2000 | LINEAR                |
| 50456 -                | 2000 DW53                | 29 febbraio 2000 | LINEAR                |
| 50457 -                | 2000 DZ53                | 29 febbraio 2000 | LINEAR                |
| 50458 -                | 2000 DC55                | 29 febbraio 2000 | LINEAR                |
| 50459 -                | 2000 DZ55                | 29 febbraio 2000 | LINEAR                |
| 50460 -                | 2000 DK56                | 29 febbraio 2000 | LINEAR                |
| 50461 -                | 2000 DZ58                | 29 febbraio 2000 | LINEAR                |
| 50462 -                | 2000 DU60                | 29 febbraio 2000 | LINEAR                |
| 50463 -                | 2000 DF63                | 29 febbraio 2000 | LINEAR                |
| 50464 -                | 2000 DT63                | 29 febbraio 2000 | LINEAR                |
| 50465 -                | 2000 DW64                | 29 febbraio 2000 | LINEAR                |
| 50466 -                | 2000 DA66                | 29 febbraio 2000 | LINEAR                |
| 50467 -                | 2000 DU66                | 29 febbraio 2000 | LINEAR                |
| 50468 -                | 2000 DA69                | 29 febbraio 2000 | LINEAR                |
| 50469 -                | 2000 DL69                | 29 febbraio 2000 | LINEAR                |
| 50470 -                | 2000 DQ69                | 29 febbraio 2000 | LINEAR                |
| 50471 -                | 2000 DT69                | 29 febbraio 2000 | LINEAR                |
| 50472 -                | 2000 DH71                | 29 febbraio 2000 | LINEAR                |
| 50473 -                | 2000 DB72                | 29 febbraio 2000 | LINEAR                |
| 50474 -                | 2000 DY72                | 29 febbraio 2000 | LINEAR                |
| 50475 -                | 2000 DQ73                | 29 febbraio 2000 | LINEAR                |
| 50476 -                | 2000 DT73                | 29 febbraio 2000 | LINEAR                |
| 50477 -                | 2000 DE74                | 29 febbraio 2000 | LINEAR                |
| 50478 -                | 2000 DN74                | 29 febbraio 2000 | LINEAR                |
| 50479 -                | 2000 DR74                | 29 febbraio 2000 | LINEAR                |
| 50480 -                | 2000 DU74                | 29 febbraio 2000 | LINEAR                |
| 50481 -                | 2000 DD75                | 29 febbraio 2000 | LINEAR                |
| 50482 -                | 2000 DF75                | 29 febbraio 2000 | LINEAR                |
| 50483 -                | 2000 DR79                | 28 febbraio 2000 | LINEAR                |
| 50484 -                | 2000 DB83                | 28 febbraio 2000 | LINEAR                |
| 50485 -                | 2000 DX83                | 28 febbraio 2000 | LINEAR                |
| 50486 -                | 2000 DY84                | 29 febbraio 2000 | LINEAR                |
| 50487 -                | 2000 DH85                | 29 febbraio 2000 | LINEAR                |
| 50488 -                | 2000 DA86                | 29 febbraio 2000 | LINEAR                |
| 50489 -                | 2000 DY87                | 29 febbraio 2000 | LINEAR                |
| 50490 -                | 2000 DO88                | 29 febbraio 2000 | LINEAR                |
| 50491 -                | 2000 DL92                | 27 febbraio 2000 | Spacewatch            |
| 50492 -                | 2000 DB93                | 28 febbraio 2000 | LINEAR                |
| 50493 -                | 2000 DL93                | 28 febbraio 2000 | LINEAR                |
| 50494 -                | 2000 DM93                | 28 febbraio 2000 | LINEAR                |
| 50495 -                | 2000 DU93                | 28 febbraio 2000 | LINEAR                |
| 50496 -                | 2000 DA94                | 28 febbraio 2000 | LINEAR                |
| 50497 -                | 2000 DO94                | 28 febbraio 2000 | LINEAR                |
| 50498 -                | 2000 DU95                | 28 febbraio 2000 | LINEAR                |
| 50499 -                | 2000 DH96                | 29 febbraio 2000 | LINEAR                |
| 50500 -                | 2000 DU96                | 29 febbraio 2000 | LINEAR                |

## 50501-50600
| Nome                   | Designazione provvisoria | Data di scoperta | Scopritore              |
| ---------------------- | ------------------------ | ---------------- | ----------------------- |
| 50501 -                | 2000 DM97                | 29 febbraio 2000 | LINEAR                  |
| 50502 -                | 2000 DB98                | 29 febbraio 2000 | LINEAR                  |
| 50503 -                | 2000 DG98                | 29 febbraio 2000 | LINEAR                  |
| 50504 -                | 2000 DJ98                | 29 febbraio 2000 | LINEAR                  |
| 50505 -                | 2000 DP98                | 29 febbraio 2000 | LINEAR                  |
| 50506 -                | 2000 DV99                | 29 febbraio 2000 | LINEAR                  |
| 50507 -                | 2000 DW99                | 29 febbraio 2000 | LINEAR                  |
| 50508 -                | 2000 DF100               | 29 febbraio 2000 | LINEAR                  |
| 50509 -                | 2000 DB101               | 29 febbraio 2000 | LINEAR                  |
| 50510 -                | 2000 DE101               | 29 febbraio 2000 | LINEAR                  |
| 50511 -                | 2000 DZ101               | 29 febbraio 2000 | LINEAR                  |
| 50512 -                | 2000 DA103               | 29 febbraio 2000 | LINEAR                  |
| 50513 -                | 2000 DH103               | 29 febbraio 2000 | LINEAR                  |
| 50514 -                | 2000 DL105               | 29 febbraio 2000 | LINEAR                  |
| 50515 -                | 2000 DS105               | 29 febbraio 2000 | LINEAR                  |
| 50516 -                | 2000 DL106               | 29 febbraio 2000 | LINEAR                  |
| 50517 -                | 2000 DK109               | 29 febbraio 2000 | LINEAR                  |
| 50518 -                | 2000 DL109               | 29 febbraio 2000 | LINEAR                  |
| 50519 -                | 2000 DG110               | 29 febbraio 2000 | LINEAR                  |
| 50520 -                | 2000 DX110               | 28 febbraio 2000 | LINEAR                  |
| 50521 -                | 2000 DZ110               | 29 febbraio 2000 | LINEAR                  |
| 50522 -                | 2000 DU111               | 29 febbraio 2000 | LINEAR                  |
| 50523 -                | 2000 DQ116               | 27 febbraio 2000 | CSS                     |
| 50524 -                | 2000 DY117               | 27 febbraio 2000 | CSS                     |
| 50525 -                | 2000 EQ3                 | 3 marzo 2000     | LINEAR                  |
| 50526 -                | 2000 ET5                 | 2 marzo 2000     | Spacewatch              |
| 50527 -                | 2000 EE6                 | 2 marzo 2000     | Spacewatch              |
| 50528 -                | 2000 EL9                 | 3 marzo 2000     | LINEAR                  |
| 50529 -                | 2000 EC10                | 3 marzo 2000     | LINEAR                  |
| 50530 -                | 2000 EP10                | 3 marzo 2000     | LINEAR                  |
| 50531 -                | 2000 EZ11                | 4 marzo 2000     | LINEAR                  |
| 50532 -                | 2000 EO12                | 4 marzo 2000     | LINEAR                  |
| 50533 -                | 2000 EP12                | 4 marzo 2000     | LINEAR                  |
| 50534 -                | 2000 EY12                | 4 marzo 2000     | LINEAR                  |
| 50535 -                | 2000 EB13                | 4 marzo 2000     | LINEAR                  |
| 50536 -                | 2000 EK13                | 5 marzo 2000     | LINEAR                  |
| 50537 Emilianobiscardi | 2000 EH14                | 3 marzo 2000     | M. Tombelli, L. Tesi    |
| 50538 -                | 2000 EA15                | 3 marzo 2000     | K. Korlević             |
| 50539 -                | 2000 EM15                | 6 marzo 2000     | Farra d'Isonzo          |
| 50540 -                | 2000 EK16                | 3 marzo 2000     | LINEAR                  |
| 50541 -                | 2000 EV16                | 3 marzo 2000     | LINEAR                  |
| 50542 -                | 2000 EZ16                | 3 marzo 2000     | LINEAR                  |
| 50543 -                | 2000 ED17                | 3 marzo 2000     | LINEAR                  |
| 50544 -                | 2000 EO17                | 4 marzo 2000     | LINEAR                  |
| 50545 -                | 2000 ER17                | 4 marzo 2000     | LINEAR                  |
| 50546 -                | 2000 ED18                | 4 marzo 2000     | LINEAR                  |
| 50547 -                | 2000 ES18                | 5 marzo 2000     | LINEAR                  |
| 50548 -                | 2000 EC19                | 5 marzo 2000     | LINEAR                  |
| 50549 -                | 2000 EV19                | 6 marzo 2000     | LINEAR                  |
| 50550 -                | 2000 EZ19                | 7 marzo 2000     | LINEAR                  |
| 50551 -                | 2000 EJ20                | 3 marzo 2000     | CSS                     |
| 50552 -                | 2000 EV20                | 3 marzo 2000     | CSS                     |
| 50553 Dilles           | 2000 EL21                | 3 marzo 2000     | CSS                     |
| 50554 -                | 2000 EC24                | 8 marzo 2000     | Spacewatch              |
| 50555 -                | 2000 EF24                | 8 marzo 2000     | Spacewatch              |
| 50556 -                | 2000 EQ24                | 8 marzo 2000     | Spacewatch              |
| 50557 -                | 2000 EN25                | 8 marzo 2000     | Spacewatch              |
| 50558 -                | 2000 EN26                | 4 marzo 2000     | E. W. Elst, D. Taeymans |
| 50559 -                | 2000 EA27                | 3 marzo 2000     | LINEAR                  |
| 50560 -                | 2000 EB29                | 4 marzo 2000     | LINEAR                  |
| 50561 -                | 2000 EB30                | 5 marzo 2000     | LINEAR                  |
| 50562 -                | 2000 EX32                | 5 marzo 2000     | LINEAR                  |
| 50563 -                | 2000 EF36                | 5 marzo 2000     | LINEAR                  |
| 50564 -                | 2000 EE37                | 8 marzo 2000     | LINEAR                  |
| 50565 -                | 2000 ES37                | 8 marzo 2000     | LINEAR                  |
| 50566 -                | 2000 EL38                | 8 marzo 2000     | LINEAR                  |
| 50567 -                | 2000 EN38                | 8 marzo 2000     | LINEAR                  |
| 50568 -                | 2000 ES38                | 8 marzo 2000     | LINEAR                  |
| 50569 -                | 2000 ET38                | 8 marzo 2000     | LINEAR                  |
| 50570 -                | 2000 EZ38                | 8 marzo 2000     | LINEAR                  |
| 50571 -                | 2000 EA39                | 8 marzo 2000     | LINEAR                  |
| 50572 -                | 2000 EM39                | 8 marzo 2000     | LINEAR                  |
| 50573 -                | 2000 EX39                | 8 marzo 2000     | LINEAR                  |
| 50574 -                | 2000 ED40                | 8 marzo 2000     | LINEAR                  |
| 50575 -                | 2000 EL40                | 8 marzo 2000     | LINEAR                  |
| 50576 -                | 2000 EP40                | 8 marzo 2000     | LINEAR                  |
| 50577 -                | 2000 EU40                | 8 marzo 2000     | LINEAR                  |
| 50578 -                | 2000 EH41                | 8 marzo 2000     | LINEAR                  |
| 50579 -                | 2000 EN41                | 8 marzo 2000     | LINEAR                  |
| 50580 -                | 2000 EO41                | 8 marzo 2000     | LINEAR                  |
| 50581 -                | 2000 EA42                | 8 marzo 2000     | LINEAR                  |
| 50582 -                | 2000 ED42                | 8 marzo 2000     | LINEAR                  |
| 50583 -                | 2000 EN42                | 8 marzo 2000     | LINEAR                  |
| 50584 -                | 2000 EK43                | 8 marzo 2000     | LINEAR                  |
| 50585 -                | 2000 EL43                | 8 marzo 2000     | LINEAR                  |
| 50586 -                | 2000 EP43                | 8 marzo 2000     | LINEAR                  |
| 50587 -                | 2000 ET45                | 9 marzo 2000     | LINEAR                  |
| 50588 -                | 2000 EX45                | 9 marzo 2000     | LINEAR                  |
| 50589 -                | 2000 ED46                | 9 marzo 2000     | LINEAR                  |
| 50590 -                | 2000 EO46                | 9 marzo 2000     | LINEAR                  |
| 50591 -                | 2000 EQ46                | 9 marzo 2000     | LINEAR                  |
| 50592 -                | 2000 ES46                | 9 marzo 2000     | LINEAR                  |
| 50593 -                | 2000 EU46                | 9 marzo 2000     | LINEAR                  |
| 50594 -                | 2000 EV46                | 9 marzo 2000     | LINEAR                  |
| 50595 -                | 2000 EZ46                | 9 marzo 2000     | LINEAR                  |
| 50596 -                | 2000 EV47                | 9 marzo 2000     | LINEAR                  |
| 50597 -                | 2000 EY47                | 9 marzo 2000     | LINEAR                  |
| 50598 -                | 2000 EH48                | 9 marzo 2000     | LINEAR                  |
| 50599 -                | 2000 EM48                | 9 marzo 2000     | LINEAR                  |
| 50600 -                | 2000 ED49                | 9 marzo 2000     | LINEAR                  |

## 50601-50700
| Nome             | Designazione provvisoria | Data di scoperta | Scopritore  |
| ---------------- | ------------------------ | ---------------- | ----------- |
| 50601 -          | 2000 EY49                | 6 marzo 2000     | K. Korlević |
| 50602 -          | 2000 EM50                | 10 marzo 2000    | P. G. Comba |
| 50603 -          | 2000 EK54                | 9 marzo 2000     | Spacewatch  |
| 50604 -          | 2000 EZ54                | 10 marzo 2000    | Spacewatch  |
| 50605 -          | 2000 EJ55                | 10 marzo 2000    | Spacewatch  |
| 50606 -          | 2000 ES55                | 5 marzo 2000     | LINEAR      |
| 50607 -          | 2000 EE56                | 8 marzo 2000     | LINEAR      |
| 50608 -          | 2000 EL56                | 8 marzo 2000     | LINEAR      |
| 50609 -          | 2000 EU56                | 8 marzo 2000     | LINEAR      |
| 50610 -          | 2000 EW56                | 8 marzo 2000     | LINEAR      |
| 50611 -          | 2000 EL57                | 8 marzo 2000     | LINEAR      |
| 50612 -          | 2000 EZ57                | 8 marzo 2000     | LINEAR      |
| 50613 -          | 2000 ER58                | 8 marzo 2000     | LINEAR      |
| 50614 -          | 2000 EJ59                | 9 marzo 2000     | LINEAR      |
| 50615 -          | 2000 EG60                | 10 marzo 2000    | LINEAR      |
| 50616 -          | 2000 EH61                | 10 marzo 2000    | LINEAR      |
| 50617 -          | 2000 EG62                | 10 marzo 2000    | LINEAR      |
| 50618 -          | 2000 EH62                | 10 marzo 2000    | LINEAR      |
| 50619 -          | 2000 EM62                | 10 marzo 2000    | LINEAR      |
| 50620 -          | 2000 ES62                | 10 marzo 2000    | LINEAR      |
| 50621 -          | 2000 EO63                | 10 marzo 2000    | LINEAR      |
| 50622 -          | 2000 ER63                | 10 marzo 2000    | LINEAR      |
| 50623 -          | 2000 EC65                | 10 marzo 2000    | LINEAR      |
| 50624 -          | 2000 EL65                | 10 marzo 2000    | LINEAR      |
| 50625 -          | 2000 EL66                | 10 marzo 2000    | LINEAR      |
| 50626 -          | 2000 EY67                | 10 marzo 2000    | LINEAR      |
| 50627 -          | 2000 EZ68                | 10 marzo 2000    | LINEAR      |
| 50628 -          | 2000 EA69                | 10 marzo 2000    | LINEAR      |
| 50629 -          | 2000 EG69                | 10 marzo 2000    | LINEAR      |
| 50630 -          | 2000 EK70                | 10 marzo 2000    | LINEAR      |
| 50631 -          | 2000 EL71                | 9 marzo 2000     | Spacewatch  |
| 50632 -          | 2000 EO74                | 10 marzo 2000    | Spacewatch  |
| 50633 -          | 2000 EA75                | 11 marzo 2000    | Spacewatch  |
| 50634 -          | 2000 EO75                | 4 marzo 2000     | LINEAR      |
| 50635 -          | 2000 EY76                | 5 marzo 2000     | LINEAR      |
| 50636 -          | 2000 EH77                | 5 marzo 2000     | LINEAR      |
| 50637 -          | 2000 EG79                | 5 marzo 2000     | LINEAR      |
| 50638 -          | 2000 EP79                | 5 marzo 2000     | LINEAR      |
| 50639 -          | 2000 EV79                | 5 marzo 2000     | LINEAR      |
| 50640 -          | 2000 EX79                | 5 marzo 2000     | LINEAR      |
| 50641 -          | 2000 EM84                | 6 marzo 2000     | LINEAR      |
| 50642 -          | 2000 EK86                | 8 marzo 2000     | LINEAR      |
| 50643 -          | 2000 EU86                | 8 marzo 2000     | LINEAR      |
| 50644 -          | 2000 EP87                | 8 marzo 2000     | LINEAR      |
| 50645 -          | 2000 EQ87                | 8 marzo 2000     | LINEAR      |
| 50646 -          | 2000 EA88                | 9 marzo 2000     | LINEAR      |
| 50647 -          | 2000 EN88                | 9 marzo 2000     | LINEAR      |
| 50648 -          | 2000 EL89                | 9 marzo 2000     | LINEAR      |
| 50649 -          | 2000 EK90                | 9 marzo 2000     | LINEAR      |
| 50650 -          | 2000 EV90                | 9 marzo 2000     | LINEAR      |
| 50651 -          | 2000 EO91                | 9 marzo 2000     | LINEAR      |
| 50652 -          | 2000 ER91                | 9 marzo 2000     | LINEAR      |
| 50653 -          | 2000 EV92                | 9 marzo 2000     | LINEAR      |
| 50654 -          | 2000 EH93                | 9 marzo 2000     | LINEAR      |
| 50655 -          | 2000 EL94                | 9 marzo 2000     | LINEAR      |
| 50656 -          | 2000 EM94                | 9 marzo 2000     | LINEAR      |
| 50657 -          | 2000 EN94                | 9 marzo 2000     | LINEAR      |
| 50658 -          | 2000 ES94                | 9 marzo 2000     | LINEAR      |
| 50659 -          | 2000 EW94                | 9 marzo 2000     | LINEAR      |
| 50660 -          | 2000 EJ95                | 9 marzo 2000     | LINEAR      |
| 50661 -          | 2000 EN95                | 10 marzo 2000    | LINEAR      |
| 50662 -          | 2000 EG97                | 10 marzo 2000    | LINEAR      |
| 50663 -          | 2000 EY102               | 8 marzo 2000     | LINEAR      |
| 50664 -          | 2000 EY103               | 14 marzo 2000    | LINEAR      |
| 50665 -          | 2000 EK104               | 14 marzo 2000    | K. Korlević |
| 50666 -          | 2000 EQ104               | 13 marzo 2000    | LINEAR      |
| 50667 -          | 2000 ES104               | 13 marzo 2000    | LINEAR      |
| 50668 -          | 2000 EO105               | 11 marzo 2000    | LONEOS      |
| 50669 -          | 2000 ES105               | 11 marzo 2000    | LONEOS      |
| 50670 -          | 2000 EY105               | 11 marzo 2000    | LONEOS      |
| 50671 -          | 2000 EL107               | 8 marzo 2000     | LINEAR      |
| 50672 -          | 2000 EN107               | 8 marzo 2000     | LINEAR      |
| 50673 -          | 2000 EQ107               | 8 marzo 2000     | LINEAR      |
| 50674 -          | 2000 ES107               | 8 marzo 2000     | LINEAR      |
| 50675 -          | 2000 ED108               | 8 marzo 2000     | LINEAR      |
| 50676 -          | 2000 EQ108               | 8 marzo 2000     | NEAT        |
| 50677 -          | 2000 ED109               | 8 marzo 2000     | LINEAR      |
| 50678 -          | 2000 EQ109               | 8 marzo 2000     | NEAT        |
| 50679 -          | 2000 EZ109               | 8 marzo 2000     | NEAT        |
| 50680 -          | 2000 EQ110               | 8 marzo 2000     | NEAT        |
| 50681 -          | 2000 EG111               | 8 marzo 2000     | NEAT        |
| 50682 -          | 2000 EJ111               | 8 marzo 2000     | NEAT        |
| 50683 -          | 2000 EN111               | 8 marzo 2000     | NEAT        |
| 50684 -          | 2000 ER111               | 8 marzo 2000     | NEAT        |
| 50685 -          | 2000 EV113               | 9 marzo 2000     | LINEAR      |
| 50686 -          | 2000 EZ113               | 9 marzo 2000     | LINEAR      |
| 50687 Paultemple | 2000 EC117               | 10 marzo 2000    | CSS         |
| 50688 -          | 2000 EX118               | 11 marzo 2000    | LONEOS      |
| 50689 -          | 2000 EJ119               | 11 marzo 2000    | LONEOS      |
| 50690 -          | 2000 ER119               | 11 marzo 2000    | LONEOS      |
| 50691 -          | 2000 ET122               | 11 marzo 2000    | LINEAR      |
| 50692 -          | 2000 EB124               | 11 marzo 2000    | LINEAR      |
| 50693 -          | 2000 EF124               | 11 marzo 2000    | LINEAR      |
| 50694 -          | 2000 EM124               | 11 marzo 2000    | LONEOS      |
| 50695 -          | 2000 EU126               | 11 marzo 2000    | LONEOS      |
| 50696 -          | 2000 EX127               | 11 marzo 2000    | LONEOS      |
| 50697 -          | 2000 EL128               | 11 marzo 2000    | LONEOS      |
| 50698 -          | 2000 EY128               | 11 marzo 2000    | LONEOS      |
| 50699 -          | 2000 EC129               | 11 marzo 2000    | LONEOS      |
| 50700 -          | 2000 EM129               | 11 marzo 2000    | LONEOS      |

## 50701-50800
| Nome                   | Designazione provvisoria | Data di scoperta | Scopritore   |
| ---------------------- | ------------------------ | ---------------- | ------------ |
| 50701 -                | 2000 EU129               | 11 marzo 2000    | LONEOS       |
| 50702 -                | 2000 EU130               | 11 marzo 2000    | LONEOS       |
| 50703 -                | 2000 EE131               | 11 marzo 2000    | LONEOS       |
| 50704 -                | 2000 EK132               | 11 marzo 2000    | LINEAR       |
| 50705 -                | 2000 ER132               | 11 marzo 2000    | LINEAR       |
| 50706 -                | 2000 EX132               | 11 marzo 2000    | LINEAR       |
| 50707 -                | 2000 EC133               | 11 marzo 2000    | LINEAR       |
| 50708 -                | 2000 EF133               | 11 marzo 2000    | LINEAR       |
| 50709 -                | 2000 EK133               | 11 marzo 2000    | LINEAR       |
| 50710 -                | 2000 EQ133               | 11 marzo 2000    | LONEOS       |
| 50711 -                | 2000 ER134               | 11 marzo 2000    | LONEOS       |
| 50712 -                | 2000 EV134               | 11 marzo 2000    | LONEOS       |
| 50713 -                | 2000 EZ135               | 11 marzo 2000    | LONEOS       |
| 50714 -                | 2000 ER136               | 12 marzo 2000    | LINEAR       |
| 50715 -                | 2000 EV136               | 12 marzo 2000    | LINEAR       |
| 50716 -                | 2000 ED137               | 12 marzo 2000    | LINEAR       |
| 50717 Jimfox           | 2000 EN138               | 11 marzo 2000    | CSS          |
| 50718 Timrobertson     | 2000 ED139               | 11 marzo 2000    | CSS          |
| 50719 Elizabethgriffin | 2000 EG140               | 1 marzo 2000     | CSS          |
| 50720 -                | 2000 EM140               | 2 marzo 2000     | Spacewatch   |
| 50721 Waynebailey      | 2000 EU141               | 2 marzo 2000     | CSS          |
| 50722 Sherlin          | 2000 EW141               | 2 marzo 2000     | CSS          |
| 50723 Beckley          | 2000 EG143               | 3 marzo 2000     | CSS          |
| 50724 Elizabethbrown   | 2000 EK145               | 3 marzo 2000     | CSS          |
| 50725 Margarethuggins  | 2000 EH146               | 4 marzo 2000     | CSS          |
| 50726 Anniemaunder     | 2000 EH147               | 4 marzo 2000     | CSS          |
| 50727 Aliceverett      | 2000 EO147               | 4 marzo 2000     | CSS          |
| 50728 Catherinestevens | 2000 ED148               | 4 marzo 2000     | CSS          |
| 50729 Fiammetta        | 2000 ET148               | 4 marzo 2000     | CSS          |
| 50730 -                | 2000 EZ149               | 5 marzo 2000     | LINEAR       |
| 50731 -                | 2000 EA150               | 5 marzo 2000     | LINEAR       |
| 50732 -                | 2000 EJ151               | 5 marzo 2000     | NEAT         |
| 50733 -                | 2000 EV152               | 6 marzo 2000     | NEAT         |
| 50734 -                | 2000 EP153               | 6 marzo 2000     | NEAT         |
| 50735 -                | 2000 ER153               | 6 marzo 2000     | NEAT         |
| 50736 -                | 2000 EA154               | 6 marzo 2000     | NEAT         |
| 50737 -                | 2000 EB154               | 6 marzo 2000     | NEAT         |
| 50738 -                | 2000 EA155               | 9 marzo 2000     | LINEAR       |
| 50739 Gracecook        | 2000 EY156               | 11 marzo 2000    | CSS          |
| 50740 -                | 2000 EO157               | 12 marzo 2000    | LONEOS       |
| 50741 -                | 2000 EW157               | 12 marzo 2000    | LONEOS       |
| 50742 -                | 2000 EZ158               | 12 marzo 2000    | LONEOS       |
| 50743 -                | 2000 EL163               | 3 marzo 2000     | LINEAR       |
| 50744 -                | 2000 EL164               | 3 marzo 2000     | LINEAR       |
| 50745 -                | 2000 ET165               | 3 marzo 2000     | LINEAR       |
| 50746 -                | 2000 EJ170               | 5 marzo 2000     | LINEAR       |
| 50747 -                | 2000 EL170               | 5 marzo 2000     | LINEAR       |
| 50748 -                | 2000 ED171               | 5 marzo 2000     | LINEAR       |
| 50749 -                | 2000 EL171               | 5 marzo 2000     | LINEAR       |
| 50750 -                | 2000 EU171               | 5 marzo 2000     | LINEAR       |
| 50751 -                | 2000 EL173               | 4 marzo 2000     | LINEAR       |
| 50752 -                | 2000 EA174               | 4 marzo 2000     | LINEAR       |
| 50753 Maryblagg        | 2000 EO177               | 3 marzo 2000     | CSS          |
| 50754 -                | 2000 EW178               | 4 marzo 2000     | LINEAR       |
| 50755 -                | 2000 EQ181               | 4 marzo 2000     | LINEAR       |
| 50756 -                | 2000 ET181               | 4 marzo 2000     | LINEAR       |
| 50757 -                | 2000 EA183               | 5 marzo 2000     | LINEAR       |
| 50758 -                | 2000 EB183               | 5 marzo 2000     | LINEAR       |
| 50759 -                | 2000 EF183               | 5 marzo 2000     | LINEAR       |
| 50760 -                | 2000 ER183               | 5 marzo 2000     | LINEAR       |
| 50761 -                | 2000 EZ183               | 5 marzo 2000     | LINEAR       |
| 50762 -                | 2000 EY184               | 5 marzo 2000     | LINEAR       |
| 50763 -                | 2000 EV185               | 1 marzo 2000     | Spacewatch   |
| 50764 -                | 2000 EZ185               | 1 marzo 2000     | Spacewatch   |
| 50765 -                | 2000 FM                  | 25 marzo 2000    | T. Kobayashi |
| 50766 -                | 2000 FA2                 | 25 marzo 2000    | Spacewatch   |
| 50767 -                | 2000 FV2                 | 27 marzo 2000    | G. Hug       |
| 50768 Ianwessen        | 2000 FW2                 | 27 marzo 2000    | G. Hug       |
| 50769 -                | 2000 FH3                 | 28 marzo 2000    | LINEAR       |
| 50770 -                | 2000 FE5                 | 29 marzo 2000    | T. Kobayashi |
| 50771 -                | 2000 FH5                 | 29 marzo 2000    | T. Kobayashi |
| 50772 -                | 2000 FQ8                 | 29 marzo 2000    | Spacewatch   |
| 50773 -                | 2000 FG12                | 28 marzo 2000    | LINEAR       |
| 50774 -                | 2000 FK12                | 28 marzo 2000    | LINEAR       |
| 50775 -                | 2000 FQ12                | 28 marzo 2000    | LINEAR       |
| 50776 -                | 2000 FS12                | 28 marzo 2000    | LINEAR       |
| 50777 -                | 2000 FL13                | 29 marzo 2000    | LINEAR       |
| 50778 -                | 2000 FZ15                | 28 marzo 2000    | LINEAR       |
| 50779 -                | 2000 FA16                | 28 marzo 2000    | LINEAR       |
| 50780 -                | 2000 FE16                | 28 marzo 2000    | LINEAR       |
| 50781 -                | 2000 FO16                | 28 marzo 2000    | LINEAR       |
| 50782 -                | 2000 FU16                | 28 marzo 2000    | LINEAR       |
| 50783 -                | 2000 FE17                | 28 marzo 2000    | LINEAR       |
| 50784 -                | 2000 FF17                | 28 marzo 2000    | LINEAR       |
| 50785 -                | 2000 FS18                | 29 marzo 2000    | LINEAR       |
| 50786 -                | 2000 FY19                | 29 marzo 2000    | LINEAR       |
| 50787 -                | 2000 FP20                | 29 marzo 2000    | LINEAR       |
| 50788 -                | 2000 FB21                | 29 marzo 2000    | LINEAR       |
| 50789 -                | 2000 FJ21                | 29 marzo 2000    | LINEAR       |
| 50790 -                | 2000 FZ21                | 29 marzo 2000    | LINEAR       |
| 50791 -                | 2000 FY22                | 29 marzo 2000    | LINEAR       |
| 50792 -                | 2000 FZ22                | 29 marzo 2000    | LINEAR       |
| 50793 -                | 2000 FF23                | 29 marzo 2000    | LINEAR       |
| 50794 -                | 2000 FH24                | 29 marzo 2000    | LINEAR       |
| 50795 -                | 2000 FW24                | 29 marzo 2000    | LINEAR       |
| 50796 -                | 2000 FS25                | 27 marzo 2000    | LONEOS       |
| 50797 -                | 2000 FH26                | 27 marzo 2000    | LONEOS       |
| 50798 -                | 2000 FL26                | 27 marzo 2000    | LONEOS       |
| 50799 -                | 2000 FQ26                | 27 marzo 2000    | LONEOS       |
| 50800 -                | 2000 FU26                | 27 marzo 2000    | LONEOS       |

## 50801-50900
| Nome                 | Designazione provvisoria | Data di scoperta | Scopritore    |
| -------------------- | ------------------------ | ---------------- | ------------- |
| 50801 -              | 2000 FA27                | 27 marzo 2000    | LONEOS        |
| 50802 -              | 2000 FH27                | 27 marzo 2000    | LONEOS        |
| 50803 -              | 2000 FP27                | 27 marzo 2000    | LONEOS        |
| 50804 -              | 2000 FC28                | 27 marzo 2000    | LONEOS        |
| 50805 -              | 2000 FF28                | 27 marzo 2000    | LONEOS        |
| 50806 -              | 2000 FH28                | 27 marzo 2000    | LONEOS        |
| 50807 -              | 2000 FJ28                | 27 marzo 2000    | LONEOS        |
| 50808 -              | 2000 FK28                | 27 marzo 2000    | LONEOS        |
| 50809 -              | 2000 FF29                | 27 marzo 2000    | LONEOS        |
| 50810 -              | 2000 FL29                | 27 marzo 2000    | LONEOS        |
| 50811 -              | 2000 FZ29                | 27 marzo 2000    | LONEOS        |
| 50812 -              | 2000 FC30                | 27 marzo 2000    | LONEOS        |
| 50813 -              | 2000 FJ30                | 27 marzo 2000    | LONEOS        |
| 50814 -              | 2000 FO30                | 27 marzo 2000    | LONEOS        |
| 50815 -              | 2000 FC31                | 28 marzo 2000    | LINEAR        |
| 50816 -              | 2000 FU31                | 29 marzo 2000    | LINEAR        |
| 50817 -              | 2000 FB32                | 29 marzo 2000    | LINEAR        |
| 50818 -              | 2000 FV32                | 29 marzo 2000    | LINEAR        |
| 50819 -              | 2000 FW32                | 29 marzo 2000    | LINEAR        |
| 50820 -              | 2000 FV33                | 29 marzo 2000    | LINEAR        |
| 50821 -              | 2000 FC34                | 29 marzo 2000    | LINEAR        |
| 50822 -              | 2000 FH35                | 29 marzo 2000    | LINEAR        |
| 50823 -              | 2000 FL35                | 29 marzo 2000    | LINEAR        |
| 50824 -              | 2000 FU35                | 29 marzo 2000    | LINEAR        |
| 50825 -              | 2000 FD37                | 29 marzo 2000    | LINEAR        |
| 50826 -              | 2000 FE37                | 29 marzo 2000    | LINEAR        |
| 50827 -              | 2000 FN37                | 29 marzo 2000    | LINEAR        |
| 50828 -              | 2000 FR37                | 29 marzo 2000    | LINEAR        |
| 50829 -              | 2000 FV37                | 29 marzo 2000    | LINEAR        |
| 50830 -              | 2000 FF38                | 29 marzo 2000    | LINEAR        |
| 50831 -              | 2000 FQ38                | 29 marzo 2000    | LINEAR        |
| 50832 -              | 2000 FH39                | 29 marzo 2000    | LINEAR        |
| 50833 -              | 2000 FE40                | 29 marzo 2000    | LINEAR        |
| 50834 -              | 2000 FV40                | 29 marzo 2000    | LINEAR        |
| 50835 -              | 2000 FX40                | 29 marzo 2000    | LINEAR        |
| 50836 -              | 2000 FG41                | 29 marzo 2000    | LINEAR        |
| 50837 -              | 2000 FG42                | 29 marzo 2000    | LINEAR        |
| 50838 -              | 2000 FQ42                | 28 marzo 2000    | LINEAR        |
| 50839 -              | 2000 FJ43                | 29 marzo 2000    | LINEAR        |
| 50840 -              | 2000 FQ43                | 29 marzo 2000    | LINEAR        |
| 50841 -              | 2000 FG44                | 29 marzo 2000    | LINEAR        |
| 50842 -              | 2000 FL44                | 29 marzo 2000    | LINEAR        |
| 50843 -              | 2000 FS44                | 29 marzo 2000    | LINEAR        |
| 50844 -              | 2000 FU44                | 29 marzo 2000    | LINEAR        |
| 50845 -              | 2000 FL45                | 29 marzo 2000    | LINEAR        |
| 50846 -              | 2000 FX45                | 29 marzo 2000    | LINEAR        |
| 50847 -              | 2000 FG46                | 29 marzo 2000    | LINEAR        |
| 50848 -              | 2000 FM46                | 29 marzo 2000    | LINEAR        |
| 50849 -              | 2000 FV46                | 29 marzo 2000    | LINEAR        |
| 50850 -              | 2000 FX46                | 29 marzo 2000    | LINEAR        |
| 50851 -              | 2000 FR47                | 29 marzo 2000    | LINEAR        |
| 50852 -              | 2000 FZ47                | 29 marzo 2000    | LINEAR        |
| 50853 -              | 2000 FC50                | 31 marzo 2000    | LINEAR        |
| 50854 -              | 2000 FD50                | 31 marzo 2000    | LINEAR        |
| 50855 Williamschultz | 2000 FK55                | 30 marzo 2000    | CSS           |
| 50856 -              | 2000 FZ61                | 26 marzo 2000    | LONEOS        |
| 50857 -              | 2000 FP62                | 26 marzo 2000    | LONEOS        |
| 50858 -              | 2000 FC64                | 29 marzo 2000    | LINEAR        |
| 50859 -              | 2000 FR64                | 30 marzo 2000    | LINEAR        |
| 50860 -              | 2000 FD65                | 26 marzo 2000    | LONEOS        |
| 50861 -              | 2000 FO69                | 27 marzo 2000    | LONEOS        |
| 50862 -              | 2000 FX73                | 26 marzo 2000    | LONEOS        |
| 50863 -              | 2000 GN1                 | 4 aprile 2000    | P. G. Comba   |
| 50864 -              | 2000 GM2                 | 5 aprile 2000    | D. K. Chesney |
| 50865 -              | 2000 GU2                 | 3 aprile 2000    | LINEAR        |
| 50866 Davidesprizzi  | 2000 GX3                 | 1 aprile 2000    | V. S. Casulli |
| 50867 -              | 2000 GM4                 | 4 aprile 2000    | LINEAR        |
| 50868 -              | 2000 GC6                 | 4 aprile 2000    | LINEAR        |
| 50869 -              | 2000 GJ8                 | 5 aprile 2000    | LINEAR        |
| 50870 -              | 2000 GQ8                 | 5 aprile 2000    | LINEAR        |
| 50871 -              | 2000 GX9                 | 5 aprile 2000    | LINEAR        |
| 50872 -              | 2000 GT10                | 5 aprile 2000    | LINEAR        |
| 50873 -              | 2000 GQ13                | 5 aprile 2000    | LINEAR        |
| 50874 -              | 2000 GE23                | 5 aprile 2000    | LINEAR        |
| 50875 -              | 2000 GG24                | 5 aprile 2000    | LINEAR        |
| 50876 -              | 2000 GV24                | 5 aprile 2000    | LINEAR        |
| 50877 -              | 2000 GF29                | 5 aprile 2000    | LINEAR        |
| 50878 -              | 2000 GC31                | 5 aprile 2000    | LINEAR        |
| 50879 -              | 2000 GT32                | 5 aprile 2000    | LINEAR        |
| 50880 -              | 2000 GC33                | 5 aprile 2000    | LINEAR        |
| 50881 -              | 2000 GF33                | 5 aprile 2000    | LINEAR        |
| 50882 -              | 2000 GW35                | 5 aprile 2000    | LINEAR        |
| 50883 -              | 2000 GD36                | 5 aprile 2000    | LINEAR        |
| 50884 -              | 2000 GZ37                | 5 aprile 2000    | LINEAR        |
| 50885 -              | 2000 GD39                | 5 aprile 2000    | LINEAR        |
| 50886 -              | 2000 GW39                | 5 aprile 2000    | LINEAR        |
| 50887 -              | 2000 GD40                | 5 aprile 2000    | LINEAR        |
| 50888 -              | 2000 GN40                | 5 aprile 2000    | LINEAR        |
| 50889 -              | 2000 GO40                | 5 aprile 2000    | LINEAR        |
| 50890 -              | 2000 GS40                | 5 aprile 2000    | LINEAR        |
| 50891 -              | 2000 GH41                | 5 aprile 2000    | LINEAR        |
| 50892 -              | 2000 GO41                | 5 aprile 2000    | LINEAR        |
| 50893 -              | 2000 GX41                | 5 aprile 2000    | LINEAR        |
| 50894 -              | 2000 GA42                | 5 aprile 2000    | LINEAR        |
| 50895 -              | 2000 GH42                | 5 aprile 2000    | LINEAR        |
| 50896 -              | 2000 GS43                | 5 aprile 2000    | LINEAR        |
| 50897 -              | 2000 GA44                | 5 aprile 2000    | LINEAR        |
| 50898 -              | 2000 GF47                | 5 aprile 2000    | LINEAR        |
| 50899 -              | 2000 GM47                | 5 aprile 2000    | LINEAR        |
| 50900 -              | 2000 GK48                | 5 aprile 2000    | LINEAR        |

## 50901-51000
| Nome    | Designazione provvisoria | Data di scoperta | Scopritore |
| ------- | ------------------------ | ---------------- | ---------- |
| 50901 - | 2000 GR48                | 5 aprile 2000    | LINEAR     |
| 50902 - | 2000 GJ49                | 5 aprile 2000    | LINEAR     |
| 50903 - | 2000 GM50                | 5 aprile 2000    | LINEAR     |
| 50904 - | 2000 GK51                | 5 aprile 2000    | LINEAR     |
| 50905 - | 2000 GL51                | 5 aprile 2000    | LINEAR     |
| 50906 - | 2000 GX51                | 5 aprile 2000    | LINEAR     |
| 50907 - | 2000 GB52                | 5 aprile 2000    | LINEAR     |
| 50908 - | 2000 GE53                | 5 aprile 2000    | LINEAR     |
| 50909 - | 2000 GG53                | 5 aprile 2000    | LINEAR     |
| 50910 - | 2000 GX53                | 5 aprile 2000    | LINEAR     |
| 50911 - | 2000 GC54                | 5 aprile 2000    | LINEAR     |
| 50912 - | 2000 GX54                | 5 aprile 2000    | LINEAR     |
| 50913 - | 2000 GD56                | 5 aprile 2000    | LINEAR     |
| 50914 - | 2000 GE56                | 5 aprile 2000    | LINEAR     |
| 50915 - | 2000 GG56                | 5 aprile 2000    | LINEAR     |
| 50916 - | 2000 GK56                | 5 aprile 2000    | LINEAR     |
| 50917 - | 2000 GG57                | 5 aprile 2000    | LINEAR     |
| 50918 - | 2000 GQ57                | 5 aprile 2000    | LINEAR     |
| 50919 - | 2000 GX57                | 5 aprile 2000    | LINEAR     |
| 50920 - | 2000 GT58                | 5 aprile 2000    | LINEAR     |
| 50921 - | 2000 GZ58                | 5 aprile 2000    | LINEAR     |
| 50922 - | 2000 GM59                | 5 aprile 2000    | LINEAR     |
| 50923 - | 2000 GQ60                | 5 aprile 2000    | LINEAR     |
| 50924 - | 2000 GC61                | 5 aprile 2000    | LINEAR     |
| 50925 - | 2000 GW64                | 5 aprile 2000    | LINEAR     |
| 50926 - | 2000 GF65                | 5 aprile 2000    | LINEAR     |
| 50927 - | 2000 GZ65                | 5 aprile 2000    | LINEAR     |
| 50928 - | 2000 GT66                | 5 aprile 2000    | LINEAR     |
| 50929 - | 2000 GU66                | 5 aprile 2000    | LINEAR     |
| 50930 - | 2000 GW66                | 5 aprile 2000    | LINEAR     |
| 50931 - | 2000 GT67                | 5 aprile 2000    | LINEAR     |
| 50932 - | 2000 GE68                | 5 aprile 2000    | LINEAR     |
| 50933 - | 2000 GR68                | 5 aprile 2000    | LINEAR     |
| 50934 - | 2000 GW68                | 5 aprile 2000    | LINEAR     |
| 50935 - | 2000 GX68                | 5 aprile 2000    | LINEAR     |
| 50936 - | 2000 GD69                | 5 aprile 2000    | LINEAR     |
| 50937 - | 2000 GP69                | 5 aprile 2000    | LINEAR     |
| 50938 - | 2000 GR69                | 5 aprile 2000    | LINEAR     |
| 50939 - | 2000 GE70                | 5 aprile 2000    | LINEAR     |
| 50940 - | 2000 GF70                | 5 aprile 2000    | LINEAR     |
| 50941 - | 2000 GL71                | 5 aprile 2000    | LINEAR     |
| 50942 - | 2000 GR71                | 5 aprile 2000    | LINEAR     |
| 50943 - | 2000 GW71                | 5 aprile 2000    | LINEAR     |
| 50944 - | 2000 GA72                | 5 aprile 2000    | LINEAR     |
| 50945 - | 2000 GJ72                | 5 aprile 2000    | LINEAR     |
| 50946 - | 2000 GM75                | 5 aprile 2000    | LINEAR     |
| 50947 - | 2000 GN75                | 5 aprile 2000    | LINEAR     |
| 50948 - | 2000 GX75                | 5 aprile 2000    | LINEAR     |
| 50949 - | 2000 GC77                | 5 aprile 2000    | LINEAR     |
| 50950 - | 2000 GZ77                | 5 aprile 2000    | LINEAR     |
| 50951 - | 2000 GE78                | 5 aprile 2000    | LINEAR     |
| 50952 - | 2000 GO78                | 5 aprile 2000    | LINEAR     |
| 50953 - | 2000 GA79                | 5 aprile 2000    | LINEAR     |
| 50954 - | 2000 GH79                | 5 aprile 2000    | LINEAR     |
| 50955 - | 2000 GJ79                | 5 aprile 2000    | LINEAR     |
| 50956 - | 2000 GO80                | 6 aprile 2000    | LINEAR     |
| 50957 - | 2000 GR80                | 6 aprile 2000    | LINEAR     |
| 50958 - | 2000 GB81                | 6 aprile 2000    | LINEAR     |
| 50959 - | 2000 GK81                | 6 aprile 2000    | LINEAR     |
| 50960 - | 2000 GN82                | 9 aprile 2000    | Kleť       |
| 50961 - | 2000 GD83                | 2 aprile 2000    | LINEAR     |
| 50962 - | 2000 GB84                | 3 aprile 2000    | LINEAR     |
| 50963 - | 2000 GT84                | 3 aprile 2000    | LINEAR     |
| 50964 - | 2000 GF85                | 3 aprile 2000    | LINEAR     |
| 50965 - | 2000 GN85                | 3 aprile 2000    | LINEAR     |
| 50966 - | 2000 GZ85                | 4 aprile 2000    | LINEAR     |
| 50967 - | 2000 GE86                | 4 aprile 2000    | LINEAR     |
| 50968 - | 2000 GR86                | 4 aprile 2000    | LINEAR     |
| 50969 - | 2000 GO87                | 4 aprile 2000    | LINEAR     |
| 50970 - | 2000 GT87                | 4 aprile 2000    | LINEAR     |
| 50971 - | 2000 GP88                | 4 aprile 2000    | LINEAR     |
| 50972 - | 2000 GE90                | 4 aprile 2000    | LINEAR     |
| 50973 - | 2000 GZ90                | 4 aprile 2000    | LINEAR     |
| 50974 - | 2000 GA91                | 4 aprile 2000    | LINEAR     |
| 50975 - | 2000 GQ91                | 4 aprile 2000    | LINEAR     |
| 50976 - | 2000 GD92                | 4 aprile 2000    | LINEAR     |
| 50977 - | 2000 GL92                | 5 aprile 2000    | LINEAR     |
| 50978 - | 2000 GS92                | 5 aprile 2000    | LINEAR     |
| 50979 - | 2000 GX92                | 5 aprile 2000    | LINEAR     |
| 50980 - | 2000 GE93                | 5 aprile 2000    | LINEAR     |
| 50981 - | 2000 GL93                | 5 aprile 2000    | LINEAR     |
| 50982 - | 2000 GO93                | 5 aprile 2000    | LINEAR     |
| 50983 - | 2000 GT93                | 5 aprile 2000    | LINEAR     |
| 50984 - | 2000 GY93                | 5 aprile 2000    | LINEAR     |
| 50985 - | 2000 GB94                | 5 aprile 2000    | LINEAR     |
| 50986 - | 2000 GC94                | 5 aprile 2000    | LINEAR     |
| 50987 - | 2000 GD94                | 5 aprile 2000    | LINEAR     |
| 50988 - | 2000 GF94                | 5 aprile 2000    | LINEAR     |
| 50989 - | 2000 GG94                | 5 aprile 2000    | LINEAR     |
| 50990 - | 2000 GH94                | 5 aprile 2000    | LINEAR     |
| 50991 - | 2000 GK94                | 5 aprile 2000    | LINEAR     |
| 50992 - | 2000 GL94                | 5 aprile 2000    | LINEAR     |
| 50993 - | 2000 GR94                | 5 aprile 2000    | LINEAR     |
| 50994 - | 2000 GS94                | 5 aprile 2000    | LINEAR     |
| 50995 - | 2000 GH95                | 6 aprile 2000    | LINEAR     |
| 50996 - | 2000 GJ96                | 6 aprile 2000    | LINEAR     |
| 50997 - | 2000 GB97                | 7 aprile 2000    | LINEAR     |
| 50998 - | 2000 GB98                | 7 aprile 2000    | LINEAR     |
| 50999 - | 2000 GH98                | 7 aprile 2000    | LINEAR     |
| 51000 - | 2000 GK98                | 7 aprile 2000    | LINEAR     |